# Pizzas d’Anarosa
Pizzas d’Anarosa lub Grauhörner – szczyt w Alpach Lepontyńskich, części Alp Zachodnich. Leży w Szwajcarii w kantonie Gryzonia, blisko granicy z Włochami. Należy do podgrupy Alpy Adula. Można go zdobyć ze schroniska Cufercalhütte (2385m).